# لورا ويلسون (كاتبة)
لورا ويلسون (بالإنجليزية: Laura Wilson)‏ هي كاتبة للأطفال وكاتِبة بريطانية، ولدت في 13 يوليو 1964 في لندن في المملكة المتحدة.